# Musikkomponering
Musikkomponering betyder at skabe musik, hvilket omfatter en lang række forskellige aspekter som fx melodiskrivning, arrangering, produktion af noder, etc.

## Komposition og arrangement ved hjælp af computer
Fremkomsten af computerprogrammel, der gør computeren i stand til at optage lyd via MIDI, har gjort det nemmere at komponere og arrangere musik. Ved hjælp af et midikeyboard kan man indspille musikken i flere lag, høre resultatet og hele tiden redigere i det man har optaget, indtil det ønskede resultat er nået.
Kvaliteten af det hørte afhænger af det lydkort, som er installeret i computeren og de lyde, som kortet enten er leveret med eller som man har downloadet fra internettet, eller selv har skabt. De bedste lyde får man fra Sound Fonts, som er rigtige instrumenter, hvis lyd så er samplet og bearbejdet, så de fremstår som gode bud på de instrumenter, de skal forestille at lyde som.
Når musikken er færdig kan den enten bruges som lyd eller udskrives som noder, afhængig af hvad den skal bruges til.
Nogle mener at kunsten at lave musik er blevet demokratiseret efter at ovenstående er blevet muligt, da man ikke længere behøver at have så stor indre forestillingsevne, men med det samme kan høre hvad man har lavet. Før har komponister også været dybt afhængige af deres instrumentale færdigheder, for at kunne høre resultatet af deres arbejde.